# 拉沃迪约
拉沃迪约（法語：Lavaudieu，法語發音：[lavodjø]）是法国上卢瓦尔省的一个市镇，位于该省西部，属于布里尤德区。

## 地理
拉沃迪约（45°15'46"N, 3°27'14"E）面积17.54 平方千米，位于法国奥弗涅-罗讷-阿尔卑斯大区上盧瓦爾省，该省份为法国中南部省份，北起多姆山省和卢瓦尔省，西接康塔爾省，南至洛泽尔省，东临阿尔代什省。
与拉沃迪约接壤的市镇（或旧市镇、城区）包括：沙尼亚、拉绍梅特、多梅拉、丰塔讷、弗吕日耶尔勒潘、雅沃格、旧布里尤德。

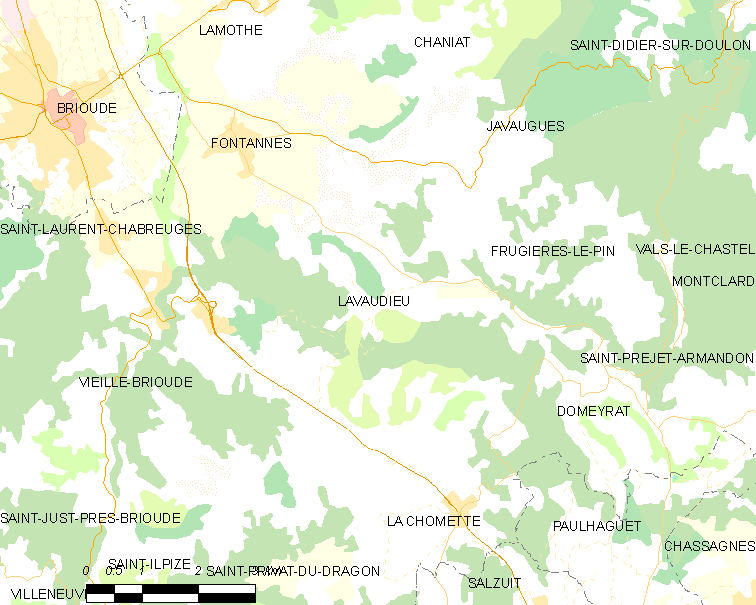
拉沃迪约的OSM定位图

拉沃迪约的时区为UTC+01:00、UTC+02:00（夏令时）。

## 行政
拉沃迪约的邮政编码为43100，INSEE市镇编码为43117。

## 政治
拉沃迪约所属的省级选区为布里尤德县。

## 人口

1962-2008年间拉沃迪约人口变化图示

拉沃迪约于2022年1月1日时的人口数量为245人。